# Астріда Кайріша
Астріда Кайріша (латис. Astrīda Kairiša; 8 квітня 1941, Рига — 13 січня 2021) — радянська та латвійська актриса театру і кіно.

## Біографія
Астріда Кайріша народилася в Ризі, в робітничій сім'ї. Сестра, Дігна Кайріша — балетна танцівниця.
Астріда закінчила Ризьку 28-му середню школу в 1960 році. Театральну освіту отримала у 3-й студії при Академічному театрі імені Райніса (театр Дайлес, 1962). Працювала в Лієпайському театрі (1962—1968), перейшла до Національного театру. Дебютувала у п'єсі Райніса «Вій, вітерець!», у ролі Зане. Пізніше знялася в цій же ролі в екранізації Гунара Пієсіса. Актриса великого обдаровання і широкого діапазону, від трагедії до комедійних вистав.
У кіно з 1961 року. Працювала в декількох стрічках з режисером Дзідраю Рітенбергою, втілила на екрані психологічно яскравий і максимально достовірний образ своєї сучасниці.
Астріда Кайріша — лауреат Державної премії Латвійської РСР — за виконання ролі Лаури у фільмі «Соната над озером» (режисери Гунар Цілінскіс і Варіс Брасла, 1977). Народна артистка Латвійської РСР (1986). Нагороджена престижними латвійськими театральними преміями: двічі ім. Ліліти Берзіні (1987 та 1993) та імені Алфреда Амтманіса-Брієдітіса (1997).
Член Спілки театральних діячів з 1967 року.

## Фільмографія
- 1961 — Обдурені — Лиєніте
- 1964 — Він живий — Яна
- 1964 — Листи до живих — Ольга
- 1970 — Стріляй замість мене — Ірина
- 1971 — Танець метелика — Ієва
- 1972 — Слуги диявола на чортовому млині — Вероніка
- 1973 — Упізнання — Інгрід Кюн
- 1973 — Вій, вітерець! — Зане
- 1976 — Літо мотоциклістів
- 1976 — Соната над озером — Лаура
- 1976 — Бути зайвим — Ірена Андава
- 1980 — Вечірній варіант — Ганна
- 1980 — Жайворонки — Інгріда
- 1980 — Три хвилини літа — Юстіна
- 1985 — Хлопчик-мізинчик — Мати Вітрів
- 1986 — Двійник — директор дитбудинку
- 1987 — Цей дивний місячний світло — Надіна
- 1989 — Тапер — мати Лаймониса
- 1993 — Вальс довжиною в життя
- 1997 — Жорна долі